# الخوف من المهرجين
الخوف من المهرجين (بالإنجليزية: Coulrophobia)‏ أو كولروفوبيا والتي تعني الخوف من المهرجين.

## أصل الكلمة
يعتبر هذا المصطلح من المصطلحات الحديثة، وربما يعود تاريخه إلى عام 1980، ووفقا لأحد المحللين «قد أُستعمل هذا المصطلح على صفحات الإنترنت أكثر من الصحف المطبوعة لأنه لم يظهر في أي منشورات سابقة ولا في الطب النفسي ولا في القاموس الكامل أو المختصر». وقال المؤلف في وقت لاحق: «بغض النظر عن أصل الكلمة الغير موثوق، يمكن القول أن الخوف من المهرجين موجود في عدة قوائم»
تعود كلمة كولرو (coulro) من اللفظ الجديد المشتق من كلمة (κωλοβαθριστής) في اللغة الإغريقية القديمة والتي تُعني «السيقان الخشبية» التي يستعملها بعض المهرجون ولم يكن مفهوم المهرج كشخصية مرحة معروفاً في الثقافة اليونانية الكلاسيكية. ونص قاموس «أصول الكلمات» على أن المصطلح: «يبدو مريباً كأنه مصطلح إخترعه مجموعة من أشباه المثقفين العاطلين عن العمل على شبكة الإنترنت واستعمله أشخاص أذكياء بعد ذلك».

## بحوث
وفقا لأستاذ علم النفس في جامعة ولاية كاليفورنيا، نورثريدج، أن الأطفال الصغار يصدرون ردة فعل قوية عندما يرون جسد مألوف ووجهاً غير مألوف. ووجدت دراسة أجرتها جامعة شيفيلد أن الأطفال لا يحبون رؤية أشكال المهرجين في ديكور المستشفيات أو في مكاتب الأطباء. وكان هناك إستطلاع لطلب آراء الأطفال قبل تصميم ديكور جديد للمستشفى وقالت الدكتورة الباحثة بيني كورتيس "لقد وجدنا أن الأطفال عالمياً يكرهون المهرجين" حيث وجد بعض الأطفال صور المهرجين مخيفة جدا وغير مألوفة ". وأوضحت دراسات أخرى أن اللعب مع المهرجين لغرض علاجي يقلل من القلق لدى الأطفال ويساعد الأطفال الذين يعانون من أمراض الجهاز التنفسي على الشفاء.
و يقال أن المهرجين ذوي السمعة السيئة والمخيفة في الأدب مثل: (بني وايز) في فيلم (إت) وفي الحياة الحقيقية مثل: (جون واين جاسي) قد ساهموا في جعل البالغين يخافون من المهرجين. بالإضافة إلى ذلك، فإن السلوك العدواني والمعادي للمجتمع للكثير من المهرجين يمكن أن يسبب عدم الارتياح.

## في الثقافة الشعبية
يمكن أن يستخدم الخوف من المهرجين كأداة في حبكة القصة، لإظهار أن بطل الرواية يجب علية التغلب على مخاوفه من أجل قهر العدو. ومن الأمثلة على ذلك فيلم زومبي لاند- 2009، حيث أن أحد الشخصيات كان يجب عليه التغلب على خوفه من المهرجين من أجل قتل مهرج عاد للحياة بعد الموت.
و قد يستعمل هذا الخوف أيضا بغرض الفكاهة، كما في حلقة "كلمة ليزا الأولى"من مسلسل عائلة سيمبسون، حيث كان هومر سيمبسون يحاول بناء سرير لبارت سيمبسون بعد أن أصبح سريره لا يسعه، فشكّلَ هومر الخشبة الأمامية للسرير على شكل مهرج وعلى عكس ما ظنّ هومر، لم يصبح المجسم صديقاً ممتعاً لبارت، وسبب له الأرق وظل بارت يردد قائلا "لا أستطيع النوم، سيلتهمني المهرج".و بع ذلك أصبحت هذه العبارة مشهورة على الإنترنت وألهمت أليس كوبر فكتب أغنية: لا أستطيع النوم، سيلتهمني المهرج".
و في فيلم ستيفن كينغ (إت)، كان الكائن المعادي في القصة يكشف أسوأ مخاوف ضحاياه ويستغلها بطريقة مجهولة وعند حضور العديد من الأشخاص كان هذا الكائن يأخذ شكل المهرج، وهذا يوضح ان شكل المهرج هو أحد القواسم المشتركة وأحد مسببات الخوف الغير منطقية بين ابطال الرواية.
في قصة رعب أمريكية: العرض المخيف، يلعب جون كارول لينش دور مهرج سفاح له قناع ومظهر عام قذر اسمه تويستي ويقوم تويستي بالعديد من الجرائم ولكن سلطات جوبيتر بولاية فلوريدا تعتقد أن فرقة من المختلين هم من يرتكبها، ويقول لينش أن تويستر لديه دوافع «نقية وغريبة».و يقول المبدع رايان مورفي أن طاقم قصة رعب أمريكية أراد صنع «المهرج الأكثر رعبا على مر العصور»

## معرض الصور

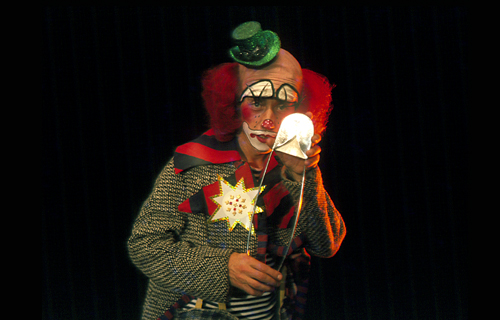
مهرّج.
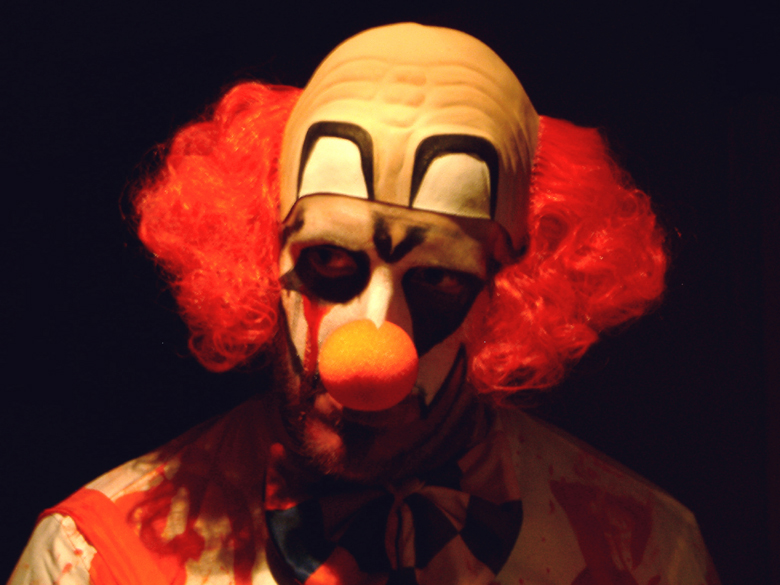
مهرّج مخيف.
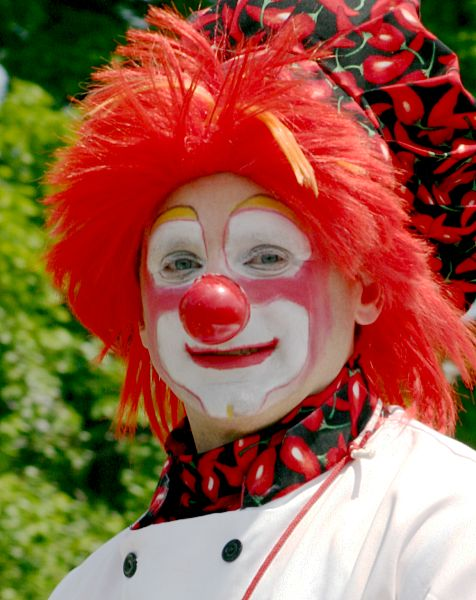
مهرج الفلفل الأحمر.
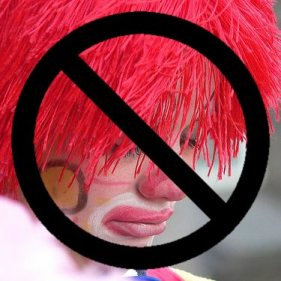
لا للمهرّجين.
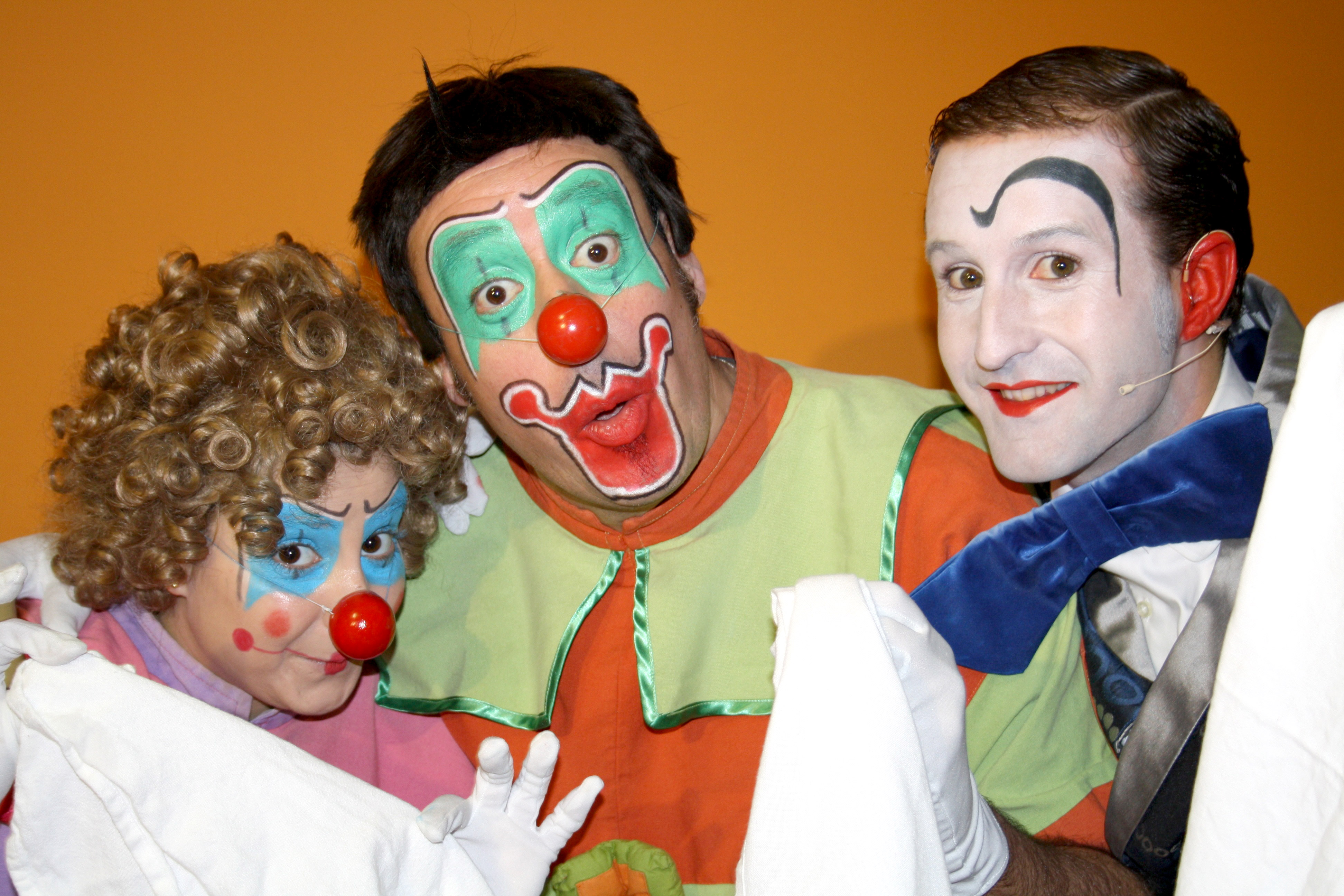
مجموعة من مهرجي منطقة إقليم الباسك عام 2013.
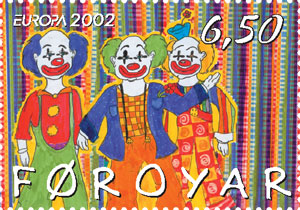
طابع بريد لسيرك "أوروبا 2002" ، أصدرته جزر فارو.